# ولینگتون د ملو
ولینگتون د ملو (انگلیسی: Welington de Melo; ۱۷ نوامبر ۱۹۴۶ – ۲۱ دسامبر ۲۰۱۶) دانشمند در زمینه ریاضیات اهل برزیل بود.